# Khatlon

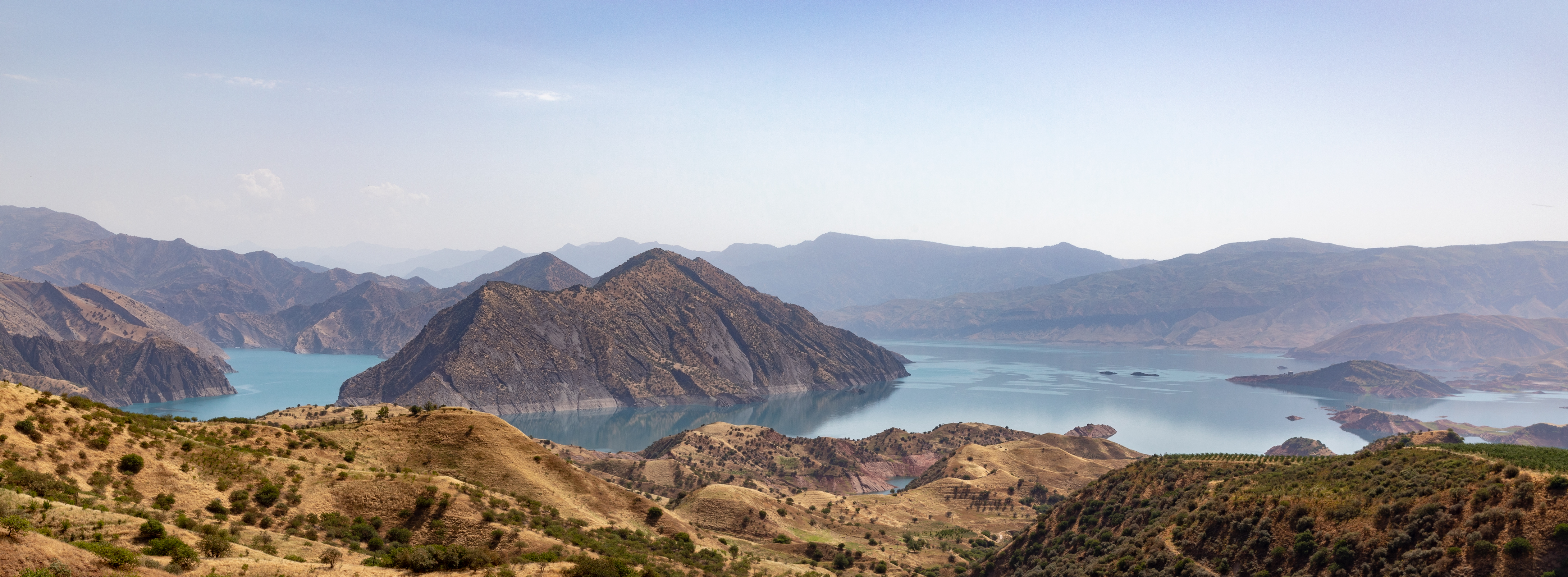
Centrale hydroélectrique de Nourek

Khatlon est une province du Tadjikistan. Sa capitale est la ville de Qurghonteppa.

## Districts
La province est divisée en 25 districts :
- District de Baljuvon
- District de Beshkent
- District de Bokhtar
- District de Vakhsh
- District de Vose'
- District de Ghozimalik
- District de Danghara
- District de Yovon
- District de Kolkhozobod
- District de Kulob
- District de Qabodiyon
- District de Qizil-Mazor
- District de Qumsangir
- District de Muminobod
- District de Norak
- District du Piandj
- District de Sarband
- District de Farkhor
- District de Khovaling
- District de Hojamaston
- District de Chubek
- District de Jilikul
- District de Shahrtuz
- District de Shuro-obod

## Population
Composition ethnique de la province de Khatlon :
- Tadjiks : 85 %.
- Ouzbeks : 13 %.
- Autres : 2 %.

Cette composition ethnique contraste avec celle de la capitale de la province, Qurghonteppa, (59 % de Tadjiks, 32 % d'Ouzbeks et 3 % de Russes.